# Pratapa sangirica
Pratapa sangirica är en fjärilsart som beskrevs av Hans Fruhstorfer 1912. Pratapa sangirica ingår i släktet Pratapa och familjen juvelvingar. Inga underarter finns listade i Catalogue of Life.